# Buckholts, Texas
Buckholts là một thị trấn thuộc quận Milam, tiểu bang Texas, Hoa Kỳ. Năm 2010, dân số của thị trấn này là 515 người.

## Dân số
- Dân số năm 2000: 387 người.
- Dân số năm 2010: 515 người.